# Das Donkosakenlied (1956)
Das Donkosakenlied ist ein deutscher Heimatfilm von Géza von Bolváry aus dem Jahr 1956.

## Handlung
Der kleine Peter lebt nach dem Tod seiner Mutter mit seiner großen Schwester Helga bei seinem Adoptivvater Professor Hartmann. Peter ist schwer herzkrank, darf sich nicht aufregen und daher auch auf Anraten seines Arztes Heinz Stark keine Musik mehr hören. Auch seine verehrten Donkosaken, die ihn mit ihren Liedern an seine russische Mutter erinnern, darf er nun nicht mehr im Radio hören. Umso mehr freut es ihn, als der Chor während einer Tournee mit ihrem Leiter Serge Jaroff und ihrem Manager Rolf Bender unweit seines Wohnhauses eine Autopanne hat. Während Chauffeur Karl den Bus repariert, singt Peter dem Chor den Titel Der Abendstern, erglüht uns zwein vor – ein Lied seiner Mutter, das der Chor noch nie gehört hat.
Einige Wochen später erscheint Rolf bei Helga, um die Noten des Liedes zu holen. Der Chor will das Lied in sein Programm aufnehmen, doch kennt es Helga auch nur vom Hören. Sie folgt Rolf nach München, um Serge Jaroff die Melodie vorzuspielen. Rolf und Helga werden ein Paar, obwohl Helga eigentlich ihren Sandkastenfreund Heinz liebt. Den jedoch drängt sein Chef Dr. Burger geradezu, mit seiner Tochter Edith zusammenzukommen, erhofft er sich doch, dass das Paar sein Sanatorium gut weiterführen könnte. Bald jedoch finden Helga und Heinz über die Sorge um Peter wieder zusammen.
Die Donkosaken wollen in München ein Konzert geben, bei dem zum ersten Mal auch Peters Lied zu hören sein wird. Sie laden ihn ein, doch verbietet Helga dem kranken Peter die Konzertteilnahme. Peter reißt von zuhause aus und trampt nach München. Im Konzerthaus findet ihn Rolf und lässt ihn das Konzert von einer Loge aus verfolgen. Als sein Lied, das nun Wetscherni Swon heißt, angestimmt wird, singt er laut den deutschen Text dazu. Die Zuschauer sind begeistert, doch hat die Aufregung Peter vollkommen erschöpft. Helga und Heinz, die auf der Suche nach ihm nach München gefahren sind, bringen Peter nach Hause. Sein Zustand verschlechtert sich rapide. Bald ist er bettlägerig und phantasiert von seiner Mutter, die auf ihn warte. Am Ende lässt Professor Hartmann die Donkosaken in sein Haus holen. Vor dem Krankenzimmer stimmen sie Wetscherni Swon an und Peter verstirbt glücklich.
Einige Zeit später sieht man Helga und Heinz verheiratet. Heinz hat die Arbeit im Sanatorium aufgegeben und eine eigene Privatpraxis eröffnet.
Neben der Haupthandlung verläuft eine Nebenhandlung um Chauffeur Karl und seine Verlobte Anneliese. Anneliese spielt seit geraumer Zeit Lotto, Karl jedoch löst ihre Scheine seit einiger Zeit nicht ein, um das so gesparte Geld für die Hochzeitsringe zu verwenden. Als Annelieses Zahlen gezogen werden, glaubt sie sich reich. Als Karl ihr nach einigen Einkaufsaktionen endlich die Wahrheit sagt, kommt es zunächst zum Bruch, durch Rolfs Vermittlung am Ende jedoch zur Versöhnung.

## Produktion
Das Donkosakenlied wurde unter anderem in Salzburg und am  Tegernsee gedreht. Die Innenaufnahmen entstanden im Berliner Union-Film Studio.
Der Film erlebte seine Uraufführung am 15. November 1956 im Düsseldorfer Rex.
Der Film ist dem Don Kosaken Chor Serge Jaroff gewidmet, der im Film eine tragende Rolle spielt und selbst auftritt. Unter der Leitung von Serge Jaroff singt der Chor mehrfach Otschi tschjornyje, Kalinka und Wetscherni Swon.

## Kritik
Der Spiegel schrieb 1956, dass „im letzten Drittel des Films […] jeglicher Verdacht [ersticke], daß Regisseur Geza von Bolvary einem Witzbold aufgesessen sei, der ihm eine Heimatfilmpersiflage als Drehbuchidee unterschoben hat“.
Der film-dienst befand anlässlich der Uraufführung, dass im Film verschiedene klischeehafte Handlungsstücke „zusammengeleimt …“ wurden. „Das alles ergibt einen Farbfilm, für den ein Werturteil wie ‚anspruchslos‘ eine Schmeichelei darstellen würde.“ Géza von Bolváry liefere mit dem Film eine „blanke Routinearbeit“ ab.
Das 1990 vom film-dienst herausgegebene Lexikon des Internationalen Films nannte Das Donkosakenlied „eine naive und sentimentale Kinogeschichte, die aus mehreren schematischen Unterhaltungselementen wahllos und recht gewaltsam zusammengefügt wurde“.
Cinema kritisierte, „das banale Drehbuch lässt den begabten Musikus vor Ermattung tot ins Kissen sinken. Fazit: Der Kosakenchor singt, das Niveau sinkt mit“.